# Соболевский, Матвей Леон
Матвей Леон Соболевский (пол. Maciej Leon Sobolewski; 1724, Piętki, Варминско-Мазурское воеводство — 1804, Варшава) — польский государственный деятель. 

## Биография
Родился в 1704 году в усадьбе Пентки (ныне на территории гмины Калиново в Элкском повете Варминско-Мазурского воеводства Польши). Выходец из дворянского рода Соболевских герба Слеповрон. Сын Станислава Соболевского. Брат камергера Валентина Соболевского (1724–1800), каштеляна черского. 
В 1764 году, в период смуты, вызванной междуцарствием, и окончания Польско-саксонской унии, поддерживал Чарторыйских. В том же году, будучи депутатом Избирательного сейма от Земли варшавской, участвовал в выборах короля и отдал свой голос за Станислава Августа Понятовского. В том же году стал писарем городским и земским варшавским.
В 1765 году Соболевский стал членом только что созданной варшавской Комиссии доброго порядка.На сейме 1776 года был депутатом от Варшавы, поддерживал Андрея Мокроновского. 
В 1780 году Соболевский стал каштеляном варшавским. В 1784—1786 годах был членом Постоянного совета.
Был депутатом Четырёхлетнего сейма (1788—1792) и членом Тарговицкой конфедерации (1792—93). Сохранившийся прижизненный портрет Матвея Соболевского, созданный художником Юзефом Пешкой, вероятно, около этого времени, сегодня хранится в Королевском дворце в Варшаве. 
Начиная с неопределённой даты занимал должность воеводы Варшавского.
Был награждён польскими орденами Святого Станислава и Белого Орла. 
Скончался в 1804 году.

## Семья
От брака с Евой Шидловской, сестрой фаворитки короля Станислава Августа Понятовского Елизаветы Грабовской, Матвей Соболевский имел четверых детей, сына и трёх дочерей:
- Тереза — замужем за Людвигом Симоном Гутаковским, канцлером Постоянного Совета.
- Валент(ин) Фаустин (1765—1831) — член Правящей комиссии Герцогства Варшавского (1807), министр юстиции (1816—1819) и председатель Административного совета (правительства) Царства Польского (1826—1830).
- Марианна (1766—1843) — в первом браке супруга Юзефа Забелло, генерал-лейтенанта, участника Тарговицкой конфедерации, который 9 мая 1794 года был повешен участниками восстания Костюшко за пророссийские политические взгляды. Во втором браке (с 1799 года) — супруга Людвига Симона Гутаковского, овдовевшего после смерти её старшей сестры Терезы. В бытность мужем Марианны, Гутаковский занимал должность главы правительства Герцогства Варшавского. Статс-дама русского императорского двора, кавалерственная дама ордена Святой Екатерины меньшого креста.
- Моника (ум. 1829) — супруга (с 1797 года) Казимира Грабовского, своего двоюродного брата, сына Елизаветы Грабовской, и, предположительно, короля. Для Казимира Грабовского это был второй брак. С 1819 года Казимир Грабовский был гродненским губернским предводителем дворянства.